# Hornschuchia alba
Hornschuchia alba är en kirimojaväxtart som först beskrevs av A. St.-hil., och fick sitt nu gällande namn av Robert Elias Fries. Hornschuchia alba ingår i släktet Hornschuchia och familjen kirimojaväxter. Inga underarter finns listade i Catalogue of Life.